# Теракт в Лахоре 15 марта 2015 года
15 марта 2015 года в непосредственной близости от зданий двух церквей, протестантской и католической, расположенных в христианском районе Юханабад пакистанского Лахора, в то время, когда верующие шли на воскресное богослужение, прогремели два взрыва В результате теракта по меньшей мере 15 человек погибли, в том числе двенадцатилетний ребенок, женщина и полицейский. Более семидесяти человек получили ранения.
На церковной площади были задержаны двое подозрительных лиц, которых сочли сообщниками террористов. Разгневанная толпа одного из них растерзала, а второго сожгла заживо. Это было второе нападение на христианское меньшинство Пакистана после террористической атаки в 2013 году на Церковь всех святых в Пешаваре.

## Предыстория
Организация «Техрик-е Талибан Пакистан» выступает в качестве головной организации для различных исламистских группировок боевиков в Пакистане. Они активно направляют свои атаки на религиозные меньшинства. В августе 2002 года три медсестры умерли при нападении на часовню, расположенную на территории Христианского госпиталя, в сентябре 2002 года семь рабочих благотворительной миссии погибли в Карачи, а 25 декабря 2002 года в результате нападения на пресвитерианскую церковь погибли три девушки. В сентябре 2013 в результате теракта в Церкви всех святых в Пешаваре погибли 75 человек.

## Атака
По имеющимся данным два террориста-смертника напали на христианские церкви. Взрывы произошли во время еженедельного богослужения в двух церквях района Юханабад, расположенных на расстоянии полукилометра друг от друга.
Террористы атаковали две церкви — католическую Церковь Святого Иоанна и протестантскую Церковь Христа — около 11:00 по местному времени. Обе церкви находятся в районе Юханабад, в котором проживает более ста тысяч христиан.
Террористы-смертники пытались войти в церкви, но были остановлены охраной у ворот, где и привели в действие взрывные механизмы. Большое количество жертв связано с тем, что во время нападения проходили еженедельные утренние богослужения. Раненые были срочно доставлены в госпиталь, где было объявлено чрезвычайное положение.

## Ответственность
Ответственность за двойной теракт взяли на себя боевики «Талибана» из группировки «Джамаат ул-Ахрар».

## Последствия
Атаки на церкви разожгли протесты, которые продолжались в течение следующих трёх дней. В день терактов протестующие линчевали двоих мужчин, подозревая их в содействии террористам. На следующий день для поддержания порядка власти вынуждены были применить вооружённые силы. Жертвы теракта были похоронены 17 марта на фоне строгих мер безопасности. В ходе похоронных процессий были задействованы несколько тысяч полицейских и рейнджеров.
Политики, религиозные лидеры и представители гражданского общества выступили с осуждением нападения, призывая к более строгим мерам безопасности. Самосуд, устроенный толпой, был также осуждён, и министр внутренних дел Пакистана Чаудхри Нисар Али Хан назвал его «худшим видом терроризма».
Ответный матч отборочного цикла Чемпионата Мира между Пакистаном и Йеменом должен был быть сыгран в Лахоре. Изначально ФИФА разрешила сыграть матч в Лахоре, но только при пустых трибунах, но позже из соображений безопасности игра была перенесена на нейтральное поле. Матч был сыгран в Бахрейне.

### Протесты
После нападения около четырёх тысяч христиан собрались на месте теракта и перекрыли дорогу. Разъярённая толпа напала на располагающийся рядом автобусный парк. Для разгона демонстрантов полицией были применены брандспойты. Однако, толпа взяла в заложники троих милиционеров и отказалась говорить с министром портов и судоходства Пакистана, который прибыл, чтобы усмирить их. Толпа захватила и линчевала двух мужчин, подозреваемых в причастности к атакам. Христианская община в городе Фейсалабад также организовала протест против нападения. Аналогичные протесты были организованы в Мултане, Гуджранвале, Сиялкоте и других городах Пакистана.
На следующий день на протесты вышли до пяти тысяч христиан, однако они вновь переросли в беспорядки, в ходе которых погибли два человека и как минимум шесть получили ранения. Шамим Масих, главный репортер Британской пакистанской христианской ассоциации, заявил, что сотрудниками полиции были застрелены четверо христиан, а также шестеро мусульман, которые напали на тех, кто протестовал в Юханабаде.

## Реакция

### Внутренняя реакция

#### Правительство
Пресс-секретарь правительства провинции Пенджаб осудил нападения и заявил, что власти усиливают меры безопасности в 481 церкви по всему городу. Главный министр Пенджаба Шахбаз Шариф осудил нападения, а также заявил, что убийство человека на основании подозрений — это негуманно; никто не имеет права брать закон в свои руки.
Ассамблея провинции Белуджистан осудила атаки смертников и самосуд над двумя мужчинами рассерженной толпой.
Премьер-министр Наваз Шариф также осудил нападение. Министр внутренних дел Чаудхри Нисар Али Хан осудил террористические нападения на церкви и сказал, что те, кто сделал это, не принадлежат ни к одной из религий, потому что ни одна религия не допускает таких вопиющих преступлений. Он также сказал, что против тех, кто сжег двух человек и нанёс ущерб общественным и частным зданиям и имуществу, будут также приняты меры.

#### Религиозные группы
Католическая церковь Пакистана резко осудила действия террористов-смертников и призвала всех пакистанцев стоять со своими собратьями-христианами рука об руку в борьбе против экстремистов. На конференции пакистанских католических епископов прозвучал призыв к провинциальным и федеральным властям принять эффективные меры для обеспечения безопасности в церквях Пакистана, с тем чтобы гарантировать свободу религии и вероисповедания. Церковь также обратился к христианской общине, призывая избегать насилия и сотрудничать с полицией в расследовании.
Учёные, принадлежащие к различным направлениям ислама, осудили нападение и назвали его неисламским. Совет муфтиев-суннитов заявил, что ислам не допускает нападения на места поклонения религиозных меньшинств. Лидер Совета улемов Пакистана Тахир Ашрафи сказал: «Это похоже на сговор с целью разжечь насилие в стране. Я обращаюсь ко всем пакистанцам объединиться против этого акта терроризма». Джамаат Ахле хадис Пакистан и Милли Меджлиса Шари также осудили нападение и призвали религиозных деятелей сыграть свою роль в борьбе с терроризмом.

### Международная реакция
Многие политические и религиозные деятели и организации резко осудили теракт и высказали глубокие соболезнования и слова поддержки родным и близким погибших, отмечая при этом, что каждый человек имеет право на свободу мысли и религии.